# Esther Tellermann
Esther Tellermann est une poétesse et psychanalyste française née le 26 juin 1947 à Paris.

## Biographie
Née en 1947, Esther Tellermann est une ancienne élève de l'École normale supérieure de Fontenay-aux-Roses et agrégée de Lettres. Elle enseigne dans le secondaire puis devient psychanalyste. 
Elle publie en 1976 un premier texte (sur L'Innommable de Samuel Beckett) dans la revue Action poétique, puis un premier recueil de poèmes, Première apparition avec épaisseur, chez Flammarion en 1986, pour lequel elle reçoit le Grand prix de poésie de l'Académie française.
Lui sont décernés en 2000 le prix François-Coppée de l'Académie française pour Guerre extrême et en 2016 le prix Max-Jacob pour Sous votre nom. 
Elle figure dans l'Anthologie de la poésie française publiée en 2000 dans la Bibliothèque de la Pléiade.

## Œuvres
- Première apparition avec épaisseur, Flammarion, 1986, rééd. 2007, Grand prix de poésie de l'Académie française (1986).
- Trois plans inhumains, Flammarion, 1989.
- Distance de fuite, Flammarion, 1993.
- Pangéia, Flammarion, 1996.
- États d'urgence, ill. de Jean-Claude Le Gouic, Area 1999.
- Guerre extrême, Flammarion, 1999, prix François-Coppée de l’Académie française (2000).
- Du Dit jamais, Les Cahiers de la Seine, 2002.
- Mental ground, traduit du français par Keith Waldrop, Burning Deck, Providence, 2002.
- Encre plus rouge, Flammarion, 2003.
- Une odeur humaine, Farrago/Léo Scheer, 2004 (récit).
- Terre exacte, Flammarion, 2007.
- Voix à rayures, Poliphile, 2009.
- J'étais pleine d'espoir..., Fissile, 2010.
- Contre l'épisode, Flammarion, 2011.
- Le Troisième, Éditions Unes, 2013.
- Carnets à bruire, Éditions de La lettre volée,2014.
- Nous ne sommes jamais assez poète, Éditions de la lettre volée, 2014 (essai).
- Avant la règle, Fissile, 2014.
- Un point fixe, Fissile, 2014.
- Sous votre nom, Flammarion, 2015, prix Max Jacob (2016).
- Éternité à coudre, Éditions Unes, 2016.
- Première version du monde, Éditions Unes, 2018 (récit).
- Un versant l'autre, Flammarion, 2019.
- Corps rassemblé, Éditions Unes, 2020.
- Nos racines se ressemblent, traduction et « Reflets » de Michael Bishop, Editions VVV Editions, 2020.
- Ciel sans prise, Éditions Unes, 2022.
- Votre Écorce, Éditions La Lettre volée, 2023.
- Selon les sources, Flammarion, 2024.

## Livres d'artistes
- État d'urgence, avec trois peintures originales de Jean-Claude Le Gouic, Néo/Aréa-Alain Avila, 1999.
- Du dit jamais, avec une encre originale de Philippe Hélénon, Les Cahiers de la Seine, 2002.
- Naggarkot, œuvre d'art rassemblant des extraits de Guerre extrême d'Esther Tellermann et des travaux de Béatrice Casadesus, série des Livres Uniques, exposée à la galerie Romagny (Paris IVe), en mai 1997, puis à la rétrospective « Béatrice Casadesus », Maison des Arts de Malakoff, en 2002.
- Épissure, Esther Tellermann et Béatrice Casadesus, Le Livre pauvre, Daniel Leuwers.
- Racine, Esther Tellermann et Gilles Badaire, éditions Unes, 2015
- Un monde double, livre d'artiste (en collaboration avec Marie-Claude Bugeaud et Thierry Le Saëc), éditions de La Canopée, 2019.
- Envers, Esther Tellermann et Gérald Thupinier, éditions Remarques, 2020.

## Livres collectifs sous la direction d’Esther Tellermann
- La Passion Artaud, (La Célibataire, numéro 29, EDP Sciences, 2015).
- Michel Deguy, Exercices de contrariété, (éditions Hermann, 2017).
- Bernard Noël, L'expérience extérieure, (éditions Hermann, 2018).
- François Rouan, Les cahiers de Laversine, (éditions Hermann, 2020).

## Autour de l'œuvre
- Numéro spécial de la revue Nu(e), n° 39 (2008), 300 p., dirigé par Laurent Fourcaut, avec un entretien par Patrick Née, les interventions plastiques de Pierre Buraglio et Béatrice Casadesus, les contributions, entre autres, de Mathieu Bénézet, Marcel Cohen, Michel Collot, Jean Daive, Michel Deguy, Cédric Demangeot, Israël Eliraz, Claude Esteban, Isabelle Garron, Yves di Manno, Claude Royet-Journoud, Bernard Vargaftig.
- Cahier spécial "Esther Tellermann" dans la revue Europe n° 1026, octobre 2014, avec les interventions de Patrick Née, Bernard Noël, Yves di Manno, Michel Collot, Didier Cahen, Jean-Baptiste Para, Cédric Demangeot, Angèle Paoli, Isabelle Garron.
- Numéro spécial de la revue L'étrangère, n°56 (2022), coordonné par François Rannou, avec les contributions de Thomas Augais, Christophe Barnabé, Alexandre Battaglia, François Bordes, Nicolas Krastev-Mckinnon, Aaron Prevots, François Rannou, Pierre -Yves Soucy, Esther Tellermann.
- Etude sur l’oeuvre: « Esther Tellermann, énigme, prière, identité », par Aaron Prevots, éditions Brill, collection monographique Rodopi en littérature française contemporaine, Leiden, Boston, 2021.